# 中华人民共和国刑法修正案（十一）
《中华人民共和国刑法修正案 （十一）》是于2020年12月26日，在中华人民共和国第十三届全国人民代表大会常务委员会第二十四次会议上通过的关于《中华人民共和国刑法》的修正案，该法案修正内容主要集中在近年的社会问题的解决，对防疫、上市公司法律的查漏补缺，此外还有一些常规性法律调整，条文共计48条，于2021年3月1日实施。

## 社会背景
近年来在中国发生了公交车司机坠湖事件、冒名顶替上大学、高空抛物致死、兜售假疫苗、未成年人恶性犯罪（如未成年人杀人）等重大社会问题，此次修正案则主要解决这些社会问题。

## 修正过程
2020年6月28日，草案提请十三届全国人大常委会第二十次会议审议，草案拟从六方面对刑法进行修改完善，共修改补充30条。 
2020年10月13日草案提请十三届全国人大常委会进行二次审议。此次草案拟定已满12周岁未满14周岁犯故意杀人罪情节恶劣入刑。
2020年12月22日，就社会普遍关注的未成年人犯罪问题，全国人大常委会会议审议了修正案草案三，草案三进一步完善了有关未成年人犯罪的内容，《预防未成年人犯罪法》也应修正案进行了配套修改。 
2020年12月26日，十三届全国人大常委会第二十四次会议表决通过中华人民共和国刑法修正案（十一）。

## 主要内容
1. 将故意杀人罪及致人死亡或重伤、造成严重残疾的故意伤害罪刑事责任年龄下调至十二岁，唯十二岁至十四岁之犯罪嫌疑人需要最高人民检察院核准追诉方得追究。
2. 暴力或者抢控驾驶操纵装置，干扰公共交通工具正常行驶，危及公共安全的行为入刑。
3. 冒名顶替他人并获得各项资格入刑。
4. 新增违反药品管理罪。
5. 新增奸淫不满十周岁的幼女或者造成幼女伤害的处罚说明。
6. 新增侮辱、诽谤英雄烈士名誉罪。
7. 新增非法引进、释放、丢弃外来入侵物种罪。
8. 将妨害传染病防治罪相关条款进行修改，依法确定的采取甲类传染病管理措施的传染病列入入刑范围[5]。